# La natura e le sue meraviglie
La natura e le sue meraviglie (True-Life Adventures) è una celebre serie di documentari sugli animali concepita e prodotta da Walt Disney. Nel 1975 fu distribuito il lungometraggio Disney e le meraviglie della natura, composto da spezzoni provenienti da quasi tutti i documentari della serie (tranne Perri).

## Sviluppo[1]
Si racconta che l'ispirazione fosse venuta a Disney nell'agosto del 1948, mentre era in vacanza in Alaska insieme alla figlia adottiva Sharon Mae Disney. Il primo documentario della serie fu L'isola delle foche, girato nell'autunno 1948 sulle sperdute isole Pribilof, site nel Mare di Bering, dinnanzi alla Baia di Bristol (Alaska). Dato che aveva visto e apprezzato alcuni loro lavori, Walt Disney contattò i coniugi Alfred G. Milotte e Elma Milotte, due noti documentaristi, e li inviò in Alaska, senza però avere inizialmente ben presente “che cosa” essi dovessero riprendere. A quel punto, Walt ebbe l'idea di filmare i cicli migratori delle foche e i Milotte si misero al lavoro in tal senso, impressionando ben 30.000 piedi di pellicola in 16 mm, da cui il regista James Algar e il produttore Ben Sharpsteen ottennero 27 minuti di spettacolo. Il risultato, però, non convinse i responsabili della RKO, che all'epoca distribuiva le pellicole della Disney. Essi ritenevano che nessuno si sarebbe seduto in un cinema per mezz'ora soltanto per vedere un film sulla natura.
Walt chiese allora all'amico Albert Levoy, proprietario del Crown Theater di Pasadena (California), di proiettare il documentario nel suo locale per almeno una settimana (dal 21 dicembre 1948), ossia il periodo minimo per farlo concorrere al premio Oscar (Academy Award). Come spesso accadeva, Disney ebbe buon fiuto e nel 1949 il film vinse l'Oscar quale miglior soggetto per un cortometraggio. Finalmente convinta, la RKO distribuì ufficialmente L'isola delle foche, il 4 maggio 1949. A esso seguirono negli anni successivi altri sei documentari, solitamente abbinati al cinema con altri film come i Classici Disney. Nel 1953 Disney diede il via ad un'altra notissima serie di 18 documentari, stavolta di tema etnografico, denominata Genti e paesi (People and Places), durata sino al 1960. Sempre nel 1953 la produzione di documentari s'intensificò, con la realizzazione di veri e propri lungometraggi a tema naturale in presa diretta che riuscivano a comporre da soli lo spettacolo di una serata, eventualmente abbinati a cortometraggi di Sinfonie allegre o di Topolino o Paperino.
La "voce narrante" dei documentari della serie era quella di Winston Hibler, sostituita nelle edizioni italiane da quella di Emilio Cigoli o di Stefano Sibaldi o di Giuseppe Rinaldi (Perri), quando il doppiaggio era a cura della C.D.C.; oppure di Roldano Lupi (La valle dei castori) o di Ivo Garrani (La terra, questa sconosciuta), quando era affidato alla ODI; oppure di Alessandro Rossi per il ridoppiaggio de I segreti della natura, eseguito dalla Sefit-CDC. Invece, per il film di montaggio Disney e le meraviglie della natura (The Best of Walt Disney's True Life Adventures, 1975) la voce narrante era quella di Renato Izzo.

## Trasposizioni letterarie didattiche
Da alcuni dei documentari disneyani furono ricavate delle trasposizioni letterarie a scopo didattico (le illustrazioni erano foto tratte dai film e i testi arrangiamenti della “narrazione” della versione cinematografica), poi tradotti in varie nazioni. Anche in Italia, dove li pubblicò l'editore Mondadori, che all'epoca aveva l'esclusiva della Disney, in una collana intitolata per l'appunto La Natura e le sue Meraviglie, che si valeva dell'adattamento ai testi di Alberto Manzi.

## Filmografia

### Cortometraggi
- L'isola delle foche (Seal Island), regia di James Algar (1948)
- La valle dei castori (In Beaver Valley), regia di James Algar (1950)
- La terra, questa sconosciuta (Nature's Half Acre), regia di James Algar (1951)
- Nel regno dell'alce (The Olympic Elk), regia di James Algar (1952)
- I pescatori alati (Water Birds), regia di Ben Sharpsteen (1952)
- Il paese degli orsi (Bear Country), regia di James Algar (1953)
- I predoni delle grandi paludi (Prowlers of the Everglades), regia di James Algar (1953)

### Lungometraggi
- Deserto che vive (The Living Desert), regia di James Algar (1953)
- La grande prateria (The Vanishing Prairie), regia di James Algar (1954)
- Il leone africano (The African Lion), regia di James Algar (1955)
- I segreti della natura (Secrets of Life), regia di James Algar (1956)
- Perri, regia di Paul Kenworthy e Ralph Wright (1957)
- Artico selvaggio (White Wilderness), regia di James Algar (1958)
- Il giaguaro della giungla (Jungle Cat), regia di James Algar (1960)

## Distribuzione home video

### VHS
La serie fu distribuita in videocassetta a più riprese nei primi anni ottanta, e successivamente ristampata nel 1986.

### DVD
La serie è stata distribuita in America, Gran Bretagna e Germania in una collezione di quattro volumi, ognuno contenente due dischi. In Italia l'unico cortometraggio disponibile in DVD è I pescatori alati, inserito in lingua originale sottotitolato nel DVD di Le avventure di Bianca e Bernie.